# 클루브 우니베르시다드 나시오날
클루브 우니베르시다드 나시오날(Club Universidad Nacional)은 멕시코시티를 연고로 하는 멕시코의 축구 클럽이다. 푸마스 데 라 UNAM(Pumas de la UNAM) 혹은 푸마스 UNAM(Pumas UNAM)라는 별칭을 가지고 있다. 현재는 멕시코의 1부 축구 리그인 리가 MX에 참가하고 있다.
1954년 멕시코 국립 자치 대학교 산하 축구단으로 창단했다. 홈 구장은 1968년 멕시코시티 하계 올림픽의 주경기장이었던 에스타디오 올림피코 우니베르시타리오이다.

## 선수 명단

### 현역
참고: FIFA 자격 규정에 따라 소속된 국가대표팀 국기를 표시합니다. 선수는 복수의 FIFA 비회원국 국적을 가지고 있을 수 있습니다.
| 번호 | 포지션 | 국적 | 이름 |
| ---- | ------ | ---- | ---- |

| 번호 | 포지션 | 국적 | 이름 |
| ---- | ------ | ---- | ---- |

## 역대 감독
| 감독               | 임기        |
| ------------------ | ----------- |
| 보라 밀루티노비치  | 1977 ~ 1983 |
| 우고 산체스        | 2000        |
| 우고 산체스        | 2001 ~ 2005 |
| 호세 미겔 곤살레스 | 2019 ~ 2020 |
| 다니 알베스        | 2022 ~ 2023 |